# ユナニ医学

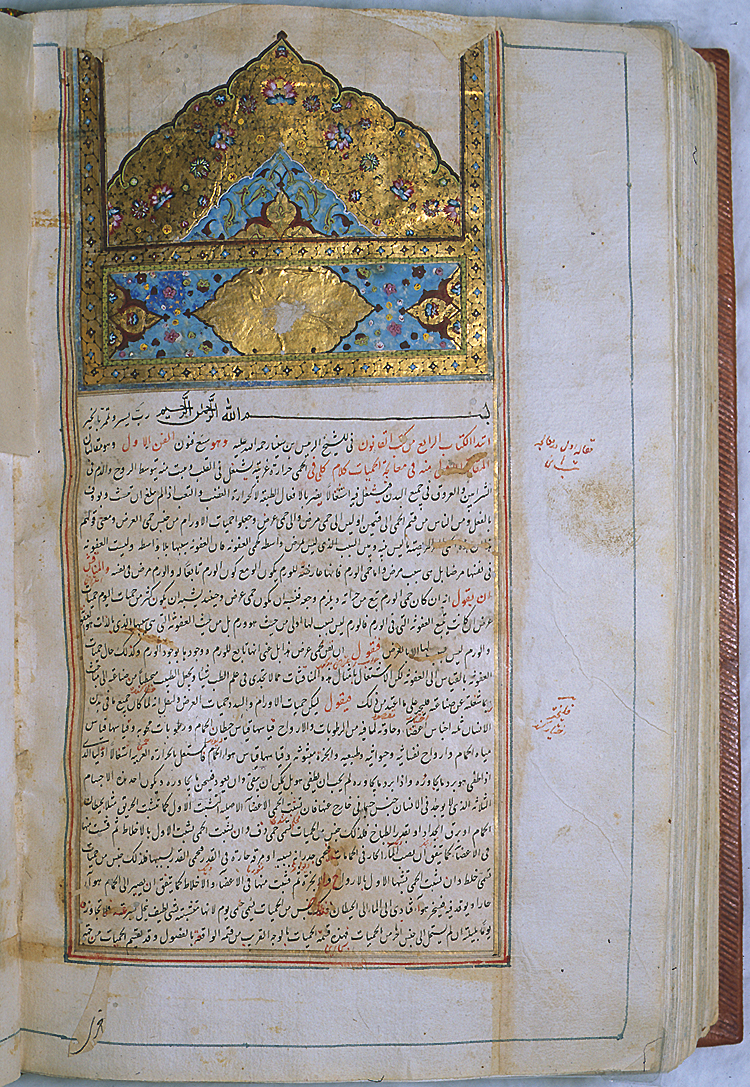
ティムール朝（15世紀初頭?）で書かれた『医学典範』（Kitāb al-Qānūn fī al-ṭibb）の写本

ユナニ医学（ユナニいがく）とは、現在もインド・パキスタン亜大陸のイスラーム文化圏で行われている伝統医学であり、古代ギリシャの医学を起源とする。中国医学、アーユルヴェーダ（インド伝統医学）とともに、世界三大伝統医学のひとつとされる。ユーナニ医学、ユナニー医学、ユナニティブ、ギリシャ・アラビア医学、グレコ・アラブ医学、アラビア医学、イスラーム医学ともよばれる。
Yunan ということばは、（アラビア語でもそうであるが）ペルシャ語で「ギリシャ」という意味で、yūnānī とは「ギリシャの」または「ギリシャを源にするもの」という意味である。この語形はイオニア (Ionia) の転じたものであり、イオニア地方のコス島出身のギリシア人医師ヒポクラテスや、それを継承したガレノスの教えを基礎にしているためにこの名がある。
イスラム医学、イスラーム医学と呼ばれることもあるが、イスラーム世界で発展したとはいえ、ネストリウス派キリスト教徒やユダヤ教徒など、多くの異教徒の学者も功績を残している。また、民族的にも非アラブ人であるペルシャ人（イラン人）やトルコ人、インド人、ギリシャ人、エジプト人、シリア人の医師たちも活躍したため、厳密には「アラビア人の医学」でも「イスラームの医学」でもなく、広くアラビア世界、イスラーム文化圏で発展した医学を指す。10世紀に確立し、イスラームの拡大とアラビア語の普及に伴い、ヨーロッパやインドでも広く行われた。ヨーロッパの大学では、15～16世紀には主にユナニ医学が教えられており、18世紀までイブン・スィーナー（Avicenna, 980-1037）の『医学典範』など、ユナニ医学の文献が教科書として使われていた。
先述のとおりヒポクラテスに代表されるコス派のギリシャ医学を祖とするため、自然治癒と病気の予防を重視している。生活習慣や環境を病気の原因と考え、生活指導や食材の性質を考慮した食事療法を行う。理論としては体液病理説がベースにあり、ガレノス医学を受け継ぎ四体液説を採っている。これは、4種類の基本体液のバランスがとれていれば健康で、どれかが優位になれば病気になるとする考え方である。体液の調和を回復させるために、患者の気質と薬剤の性質を考慮し処方され、瀉血や下剤なども用いられる。アッバース朝では交易が盛んになったため（イスラーム黄金時代）、地中海や中近東地域に産するものだけでなく、世界各地の生薬が広く用いられた。西洋近代医学が台頭してからも、ヨーロッパでは19世紀まで治療に活用された。

## 理論

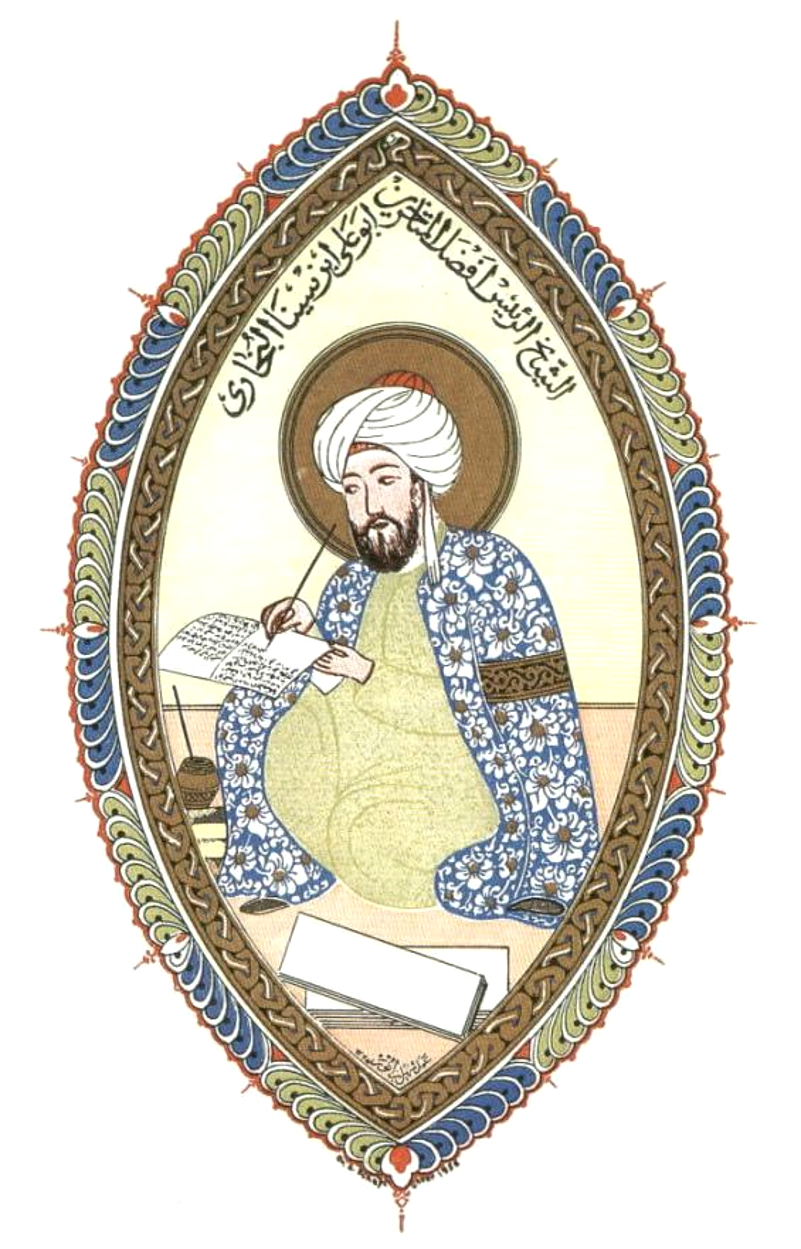
イブン・スィーナーの細密画。

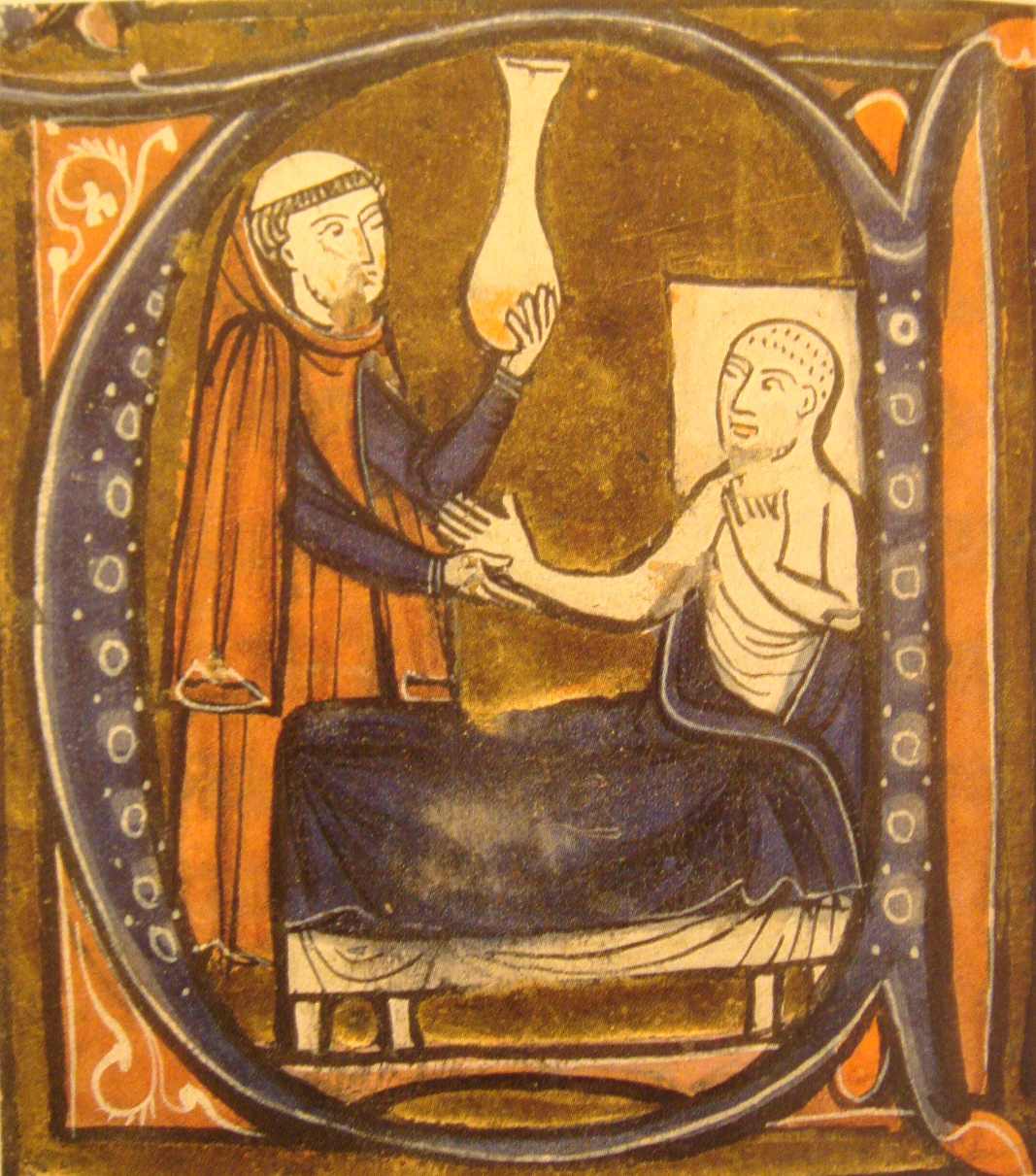
尿を見るアル・ラーズィー

ユナニ医学の基本は、体液病理説であるが、それは「人間の身体には数種類の基本体液があり、その調和によって身体と精神の健康が保たれ、バランスが崩れると病気になる」というものであり、古代ギリシャやインドで唱えられた。ユナニ医学はガレノス理論を受け継ぎ、基本体液を4種類とする「四体液説」を採っている。また、人に気質があるのと同様に、食材や生薬にも「熱・冷・湿・乾」の4つの基本性質があると考えられており、患者の気質と食材・生薬の性質を考慮して食事指導や薬の処方がなされた。
ユナニ医学では、身体は次のものから作られているとみなされている。
要素（元素）(Arkan)
身体の基本的な構成要素を含む。自然界に存在するものは空気・火・土・水の四大元素から構成され 、神が定めた法則に則って運用される。
気質 (Mizaj)
身体の物理化学的な面を含む。自然界に存在するあらゆるものが気質を持つ。
構成的要素 (Akhlat)
身体の体液を含む。
完全に発育し成熟した器官 (A’da)
身体の解剖学を含む。
活力または生命力 (Ruh)
活力、生命力。
体力 (Quwa)
エネルギー。
肉体的な機能 (Af’al)
生化学的な過程を含む身体の生理学を包含する。
これらの内、気質（Mizaj, マザージュ）が重視され、病理、診断、治療の基礎になっている。人によって優位な体液があり、体液の過少と人の気質には関係があると考えられている。

### 四大元素
元素とは一種の単純物質であり、火（Aatash）、空気（Hawa）、水（Aab）、土（Khaak）の4つである。空気は風（Baad）と言われることもある。四大元素は、ユナニ医学の用語としては、アルカーネ・アルバエー（Arkane-Arbae）という。火と空気は軽く、水と土は重い。万物がこの4つの元素によってつくられており、万物の諸性質は、諸物質の相互反応の結果であるとされる。

### 4つの基本性質
アラビア・ヨーロッパの四大元素説は、アリストテレスの理論を受けついでいる。四大元素は、4つの基本性質「熱・冷・湿・乾」のうち2つを持ち、相互に変換可能であると考えられた。火は熱・乾、空気は熱・湿、水は冷・湿、土は冷・乾の組み合わせであり、配合によって強弱がある。ペルシャ語やアラビア語でマザージュ（Mazaj）といい、「本質」「気質」「体質」「性質」などを意味する。人間にはそれぞれ気質があり、体の各器官や部分にも特定の性質がある。人間以外の動植物その各部分にも、特定の性質があるとされる。また、民族によって、それぞれ生活環境に適した気質を持っていると考えられた。熱性と冷性はエネルギーの集結（集合）や分離（分散）で、湿性と乾性は肉体の状態を表すものである。

#### 四体液
4つの基本体液は「血液、粘液、黄胆汁、黒胆汁」で、それぞれの量、混合、成熟の度合いなどによって、人間の病気と健康が決まると考えられた。体液にはそれぞれ性質があり、血液は熱性・湿性、粘液は冷性・湿性、黄胆汁は熱性・乾性、黒胆汁は冷性・乾性である。
また、どの体液が優位であるかによって、人の気質は「多血質、粘液質、黄胆汁質（胆汁質）、黒胆汁質（憂鬱質）」の4つに分けられた。

### 理論の扱い
ユナニ医学では、理論より医師自身による観察と実践が重視された。イブン・スィーナーは、元素や気質、体液といった理論は、自然学に属する研究テーマであり、医師はそれらを概念的に知るだけでよく、存在も論証なしで受け入れればよい。医師は患者の治療と健康の保持に集中すべきであり、理論を論証しようとすることは、医師として間違いを起こす元になると述べている。

## 診断
患者の身体の状態や言動、環境などが細かく観察され、触診が行われる。また体液病理説であるため、体液の状態を知るために、尿検査や便診、脈診、血の状態を見るための瀉血などが行われ、診断材料とされた。

## 治療

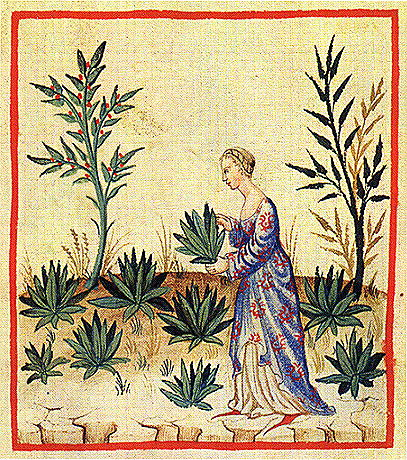
イブン・ブトラーン（11世紀）の養生書 (Taqwim al‑sihha) を基にヨーロッパで作られた写本『健康全書』より、「レタス」。ほとんどの項目は食事に関する事柄が書かれている。

治療の方針は、過剰な力を除去し、不足するところに加えて（逆療法）、過剰な体液を除き、体液のバランスを安定させることである。イブン・スィーナーは『医学典範』で、以下の3つの方法を挙げている。
衛生と栄養
「衛生」は体の習慣に基づくもので、健康を保つために守るべき諸注意であり、薬の処方と適合しなければならない。「栄養」については、患者の気質や体液の状態、病気の度合いを念頭におき、食材の性質を考慮して、内容を指導する。食事を禁止したり、量を調整することも行う。
生薬を使った治療
病気の質と反対の質の薬が処方される。医師は、病にかかっている器官の性質および病気の度合いを把握し、患者の性別、年齢、習慣と癖、季節、地域（環境や気候）、職業、体力や体格に合わせて薬を処方しなければならない。
身体摩擦法
現代でいうマッサージ、整体、整骨などによる身体調整法で、ファスド（瀉血）なども含まれる。
タクリイェ（下痢・嘔吐・瀉血などで悪い体液を排泄する治療）、ヘジャーマット（吸玉療法）、焼灼術（焼いた鉄製の器具を用いた治療で、中国の鍼灸の影響を受けている）も行われた。イブン・スィーナーは精神療法も行い、音楽療法も積極的に取り入れ、電気ウナギを使った電気療法も行ったという。また、『医学典範』の第4巻整骨篇は、本書を日本語に訳したサイード・パリッシュ・サーバッジューによると、アンブロワーズ・パレ（1510-1590）の外科書の整骨編に多く引用されており、パレを通して日本の整骨技法に影響をあたえたという。

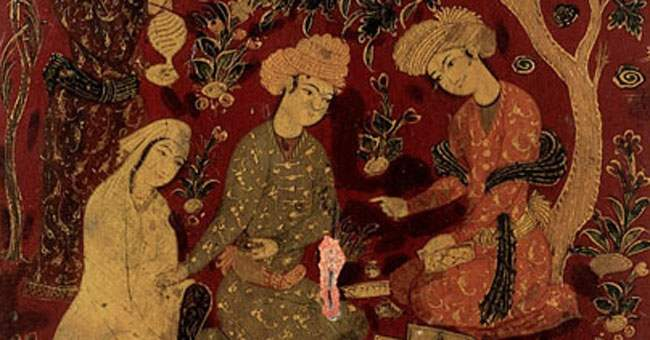
質問と脈診で若者の病気が恋煩いであることを見抜くイブン・スィーナー。
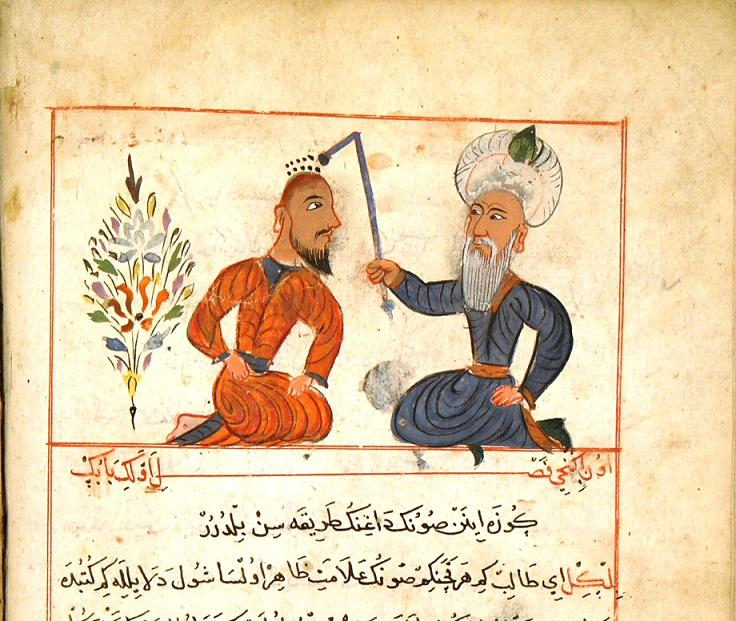
焼けた鉄を皮膚に押し当て治療する焼灼術。
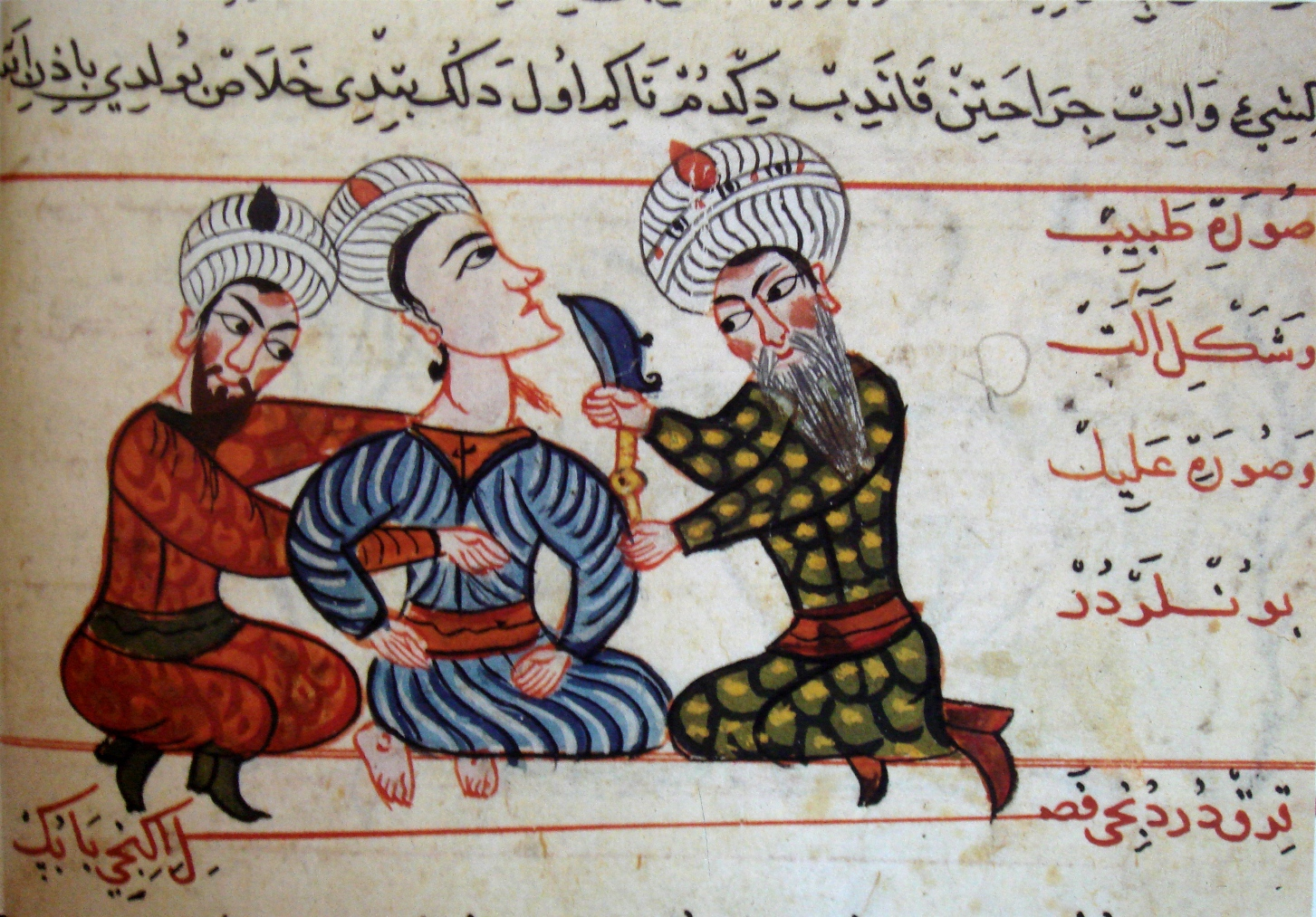
外科手術。
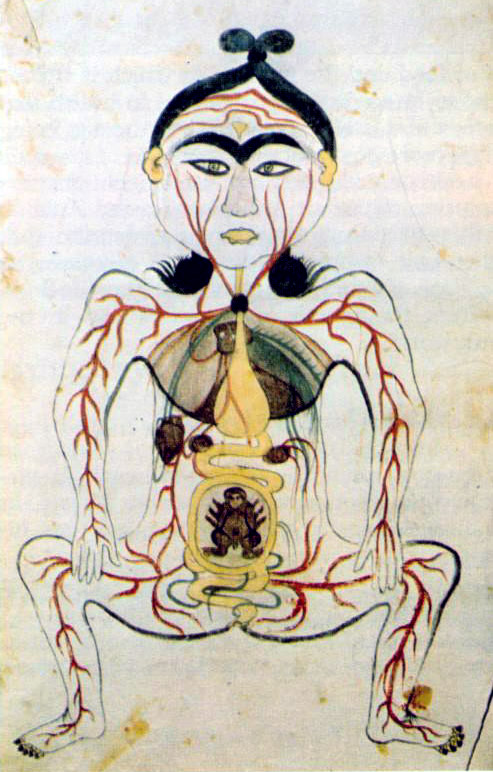
17世紀ペルシャの解剖図。
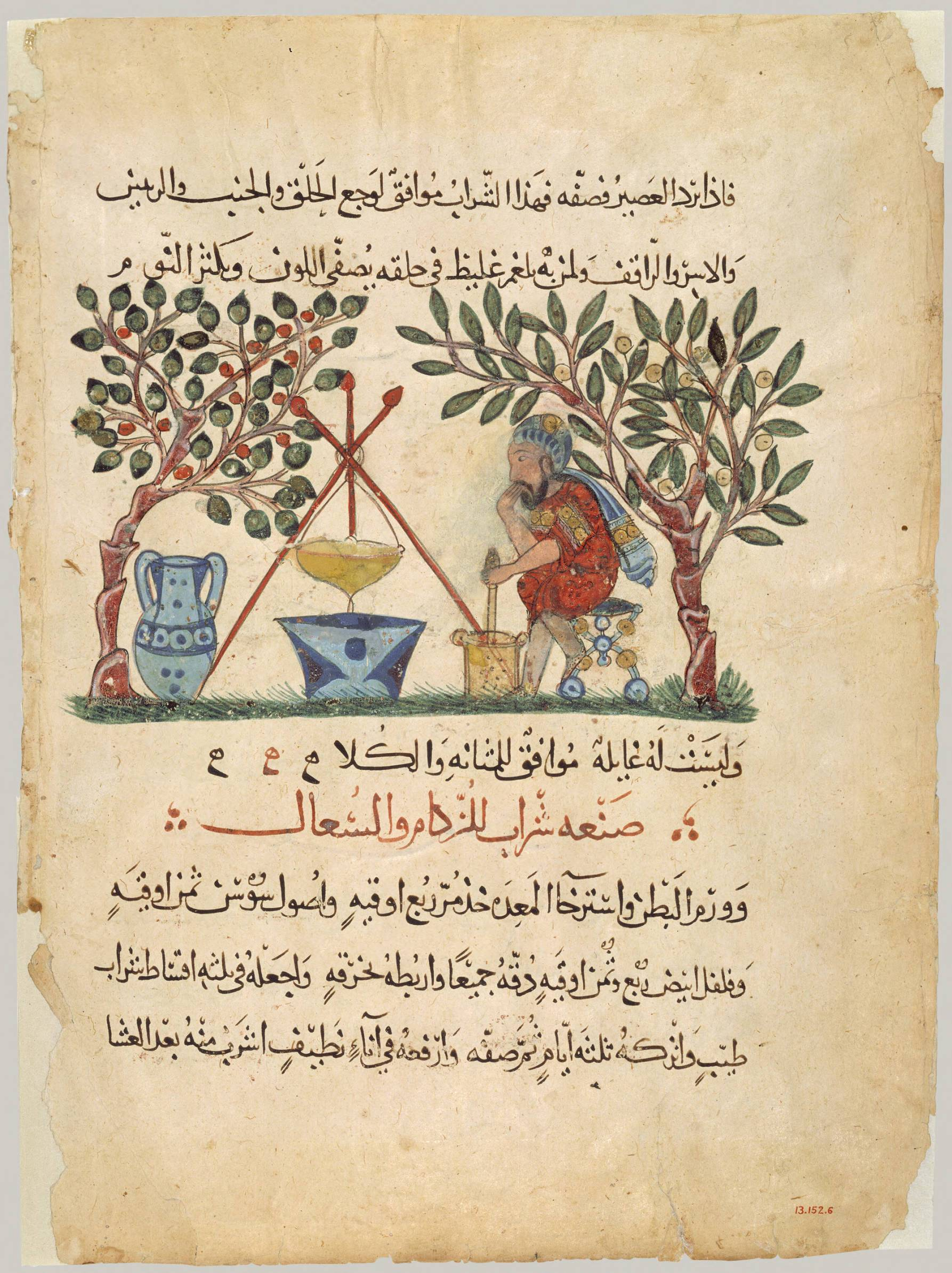
アラビア語訳『薬物誌』より、製薬の様子。

## 薬剤

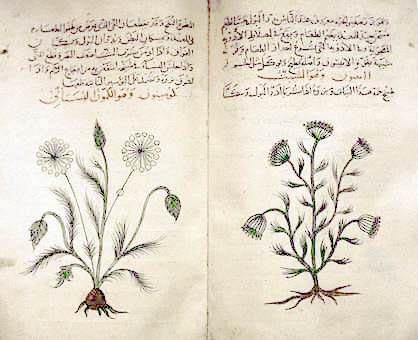
アラビア語訳『薬物誌』より、クミンとディル (ca. 1334), 大英博物館蔵

アラビア医学を代表する医師イブン・スィーナーは、古代ローマの医師ディオスコリデスの本草書『薬物誌』を基に『医学典範』の薬物に関する巻を著し、約811種の生薬が収録された。ユナニ医学の薬物学は、ギリシャ・ローマの薬物学を受け継いで発展し、インド医学の薬物も多く取り入れている。アラビアの薬物書に載せられた薬物は、初めは数百種類であったが、最も充実していると言われるイブン・アルバイタール（1188-1248）の本草書には、2,324の生薬が記載されている。ユナニ医学で使われる生薬の80%は植物性であり、動物性・鉱物性の生薬もある。生薬は単体で用いられる単純薬剤（Mufradat）と、ガレノス製剤と同様に、数種の生薬を混ぜた複合薬剤（Murakkabat）がある 。
イブン・ズフル（en:Avenzoar, 1091-1162頃）は、薬の調剤は医師ではなく薬剤師が行うべきだと考え、アラブ世界で一般的だった医薬分業を強調した。12世紀のアラビア世界では、調剤業務に関する規則が定められ、薬局の監督官が置かれるなど、薬局制度の基礎が確立された。医学と薬学の法律上の地位を同等とする考えが広まり、薬学の研究が進んだ。
生薬製剤としては、錠剤、トローチ剤、麝香入り製剤、丸剤、ミロバラン練り薬、消化剤、健胃剤、バラやスミレの保存剤、点眼剤、カルシウムコーティング剤、練り薬の一種、口中で徐々に溶解させる練り薬、蜂蜜入り練り薬、軟膏剤、興奮剤、保存剤、解毒剤、水薬、座薬、歯磨きなどがある。また、錬金術の発達で蒸留などの化学技術も進んだため、精油や芳香蒸留水が作られ治療に利用された。
薬の性質は、その薬が身体の気質に及ぼす作用によって決められ、患者に投与された時の反応から判断された。「緩和性、熱性、寒性、湿性、乾性、これらの増強型である強熱性、強寒性、混合型である熱乾性、寒乾性」の9種に分けられている。
緩和性の薬剤を除いた「熱、寒、湿、乾、強熱、強寒、熱乾、寒乾」の性質のものは、体の状況や性質に影響を与える。緩和性を除いた8種類の性質は、強さによって4度に分けられる。
第1度
効果が感じられない程度におだやかで、副作用はない。カモミール（熱性第1度）、スペインカンゾウ（乾性第1度）、スミミザクラ（湿性第1度）、ニオイスミレ（寒性第1度）など。
第2度
効果が体で感じられる程度にあり、副作用はない。サフラン（熱性第2度）、ショウガ（乾性第2度）、ヨザキスイレン（湿性第2度）、レタス（寒性第2度）など。
第3度
第2度より強い効果があり、副作用があっても致死的ではない。カミメボウキ（熱性第3度）、スベリヒユ（寒性第3度）、ブラッククミン（乾性第3度）、ダイダイ（湿性第3度）など。
第4度
第3度より強い効果があり、有毒なものもある。ニンニク（熱性第4度）、ケシ（寒性第4度）、ホオズキ（寒性第4度）、チョウセンアサガオ（乾性第4度）など。
このような生薬の性質の分類は、アラビア世界以外でも、中世ヨーロッパの養生書、近世ヨーロッパの本草書で見られ、現在の欧米のハーブ療法でも一部で利用されている。

## 歴史

### アラビア世界での発展

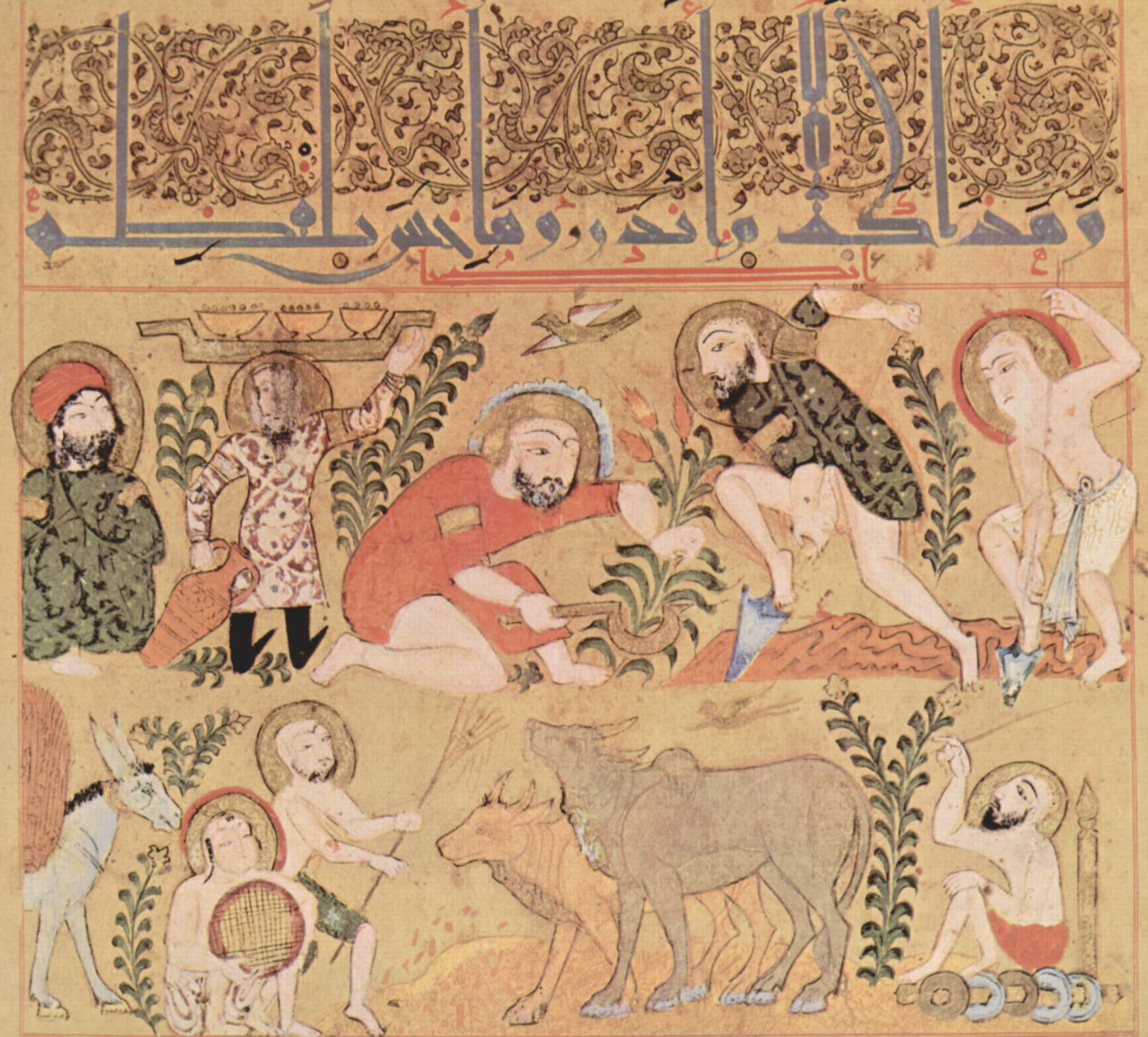
ガレノスの著作に擬せられる『テリアカの書』（Kitāb al-Diryāq）の写本（12世紀末）

ユナニ医学は、ヒポクラテスで知られる古代ギリシャの医学にまで遡る。古代ローマの医師ガレノスがまとめたギリシャ・ローマ医学などの古代ギリシャ・ローマの文化は、ヨーロッパではキリスト教徒の迫害により多くが失われた。6世紀には、ユスティニアヌス帝がアテナイの学園を閉鎖し、学者たちの多くはアラビア世界に亡命し、この地にギリシャ医学をもたらした。ギリシャ医学はアラビアで、世界各地の医学を取り込んで発展した。またアラビア圏には、ユナニ医学と対を成すものとして、預言者ムハンマドの言行にならって病気に対処する預言者の医術（ţibb al-nabīy, al-ţibb al-nabawī）が存在した。これは、医療と信仰が表裏一体となった民間療法で、「神が下された病いに、癒しなきもの無し」という信念の元に行われた。
ガレノスの業績とそれをまとめたオリバシウス（en: c. 320–400）の著作や、テオフィロス・プロトスパタリオス（en: 7世紀）の中国医学の研究（脈拍の研究、尿検査法の基礎の確立）など、ビザンツ帝国の医学は、サーサーン朝ペルシャのジュンディーシャープール（現在のイラン・フーゼスターン州ゴンディーシャープール）の医学校に受け継がれた。イスラーム拡大後、サーサーン朝の医学はアッバース朝に受け継がれ、さらに知恵の館で、ギリシャ・ローマやペルシャ、エジプト、中国など、さまざまな地域の莫大な医学書・薬学書が翻訳された。中でも『医学問答集』を著したフナイン・イブン・イスハーク（Johannitius, 809–873）は、良質の翻訳を大量に行ったことで名を残している。ジュンディーシャープールではパーレビー語（古代ペルシャ語）に翻訳され、知恵の館では主に、イスラームの拡大で広範囲で使われるようになったアラビア語に訳された。インド医学の古典『チャラカ・サンヒター』『スシュルタ・サンヒター』も翻訳されており、ユナニ医学にはアーユル・ヴェーダの影響も見られる。

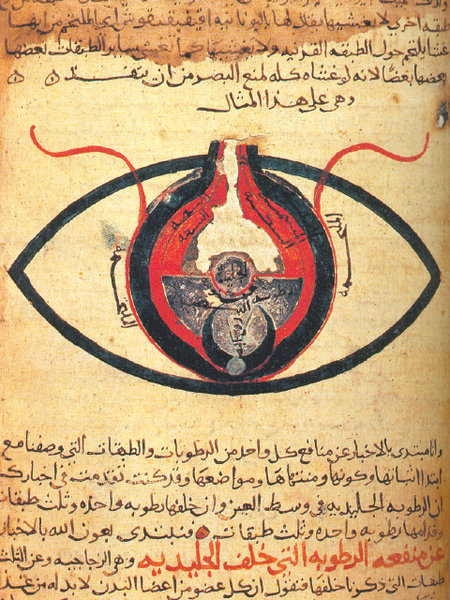
知恵の館で活躍したフナイン・イブン・イスハークの『ガレノス医学入門』より、「目」の項目（1200年頃）

解剖学に関しては、イスラーム文化圏では、宗教的な制約で解剖が行われなかったので、ガレノスの誤りは修正されなかった。外科は宋の解剖学の影響もあったが、ガレノス医学を堅持しほとんど発展しなかった。手術はメスでなく焼灼に使う焼いた鉄の器具で切開を行ったため、術後感染症をおこし、死亡する患者が後を絶たなかった。これは、ユナニ医学を取り入れた中世ヨーロッパでも同様であった。
翻訳時代以降、10世紀から11世紀にかけて、アラビアでは多くの医学書が書かれた。アリー・アッタバーリーやアル・ラージー（Rhazes, 864-930）などによって、その地方の医学とインドやギリシャ・ローマの医学が融合し、批判を加えつつ進化し、「ユナニ医学」として親しまれた。さらにイブン・スィーナー（Avicenna, 980-1037）は、ガレノスの理論を継承し、時には批判を加えながらも発展させた。研究していたアリストテレスを参考に、ギリシア・アラビアの全知識を包含した、整合的な隙のない医学体系をまとめ上げ、医学書『医学典範』を著した。『医学典範』はアラビア・ヨーロッパの医学に絶大な影響を与えた。アル・ラージーの『アル・マンスールの書』（医学の簡潔な手引書）や、エジプト出身のユダヤ人イスハーク・アル・イスライーリー（9～10世紀）の『尿の書』（尿診断の基本的なテキスト）も、中世ヨーロッパでよく読まれた。アル・ラージーの医学書は臨床中心、イブン・スィーナーは理論中心であったが、どちらも理論と実践の融合を目指しているといえる。アッ・ザフラーウィー (en: Albucasis, 936-1019)が外科を、イブン・ズフル（en: Avenzoar, 1091-1162頃）が食事療法の基礎を築いた。
医学と共に錬金術も伝わったアラビア世界では、錬金術の研究によって化学が発展し、薬物の研究が進んだ。また、海上交易が盛んになったため、各地の生薬、香辛料が取り入れられた。イブン・アルバイタール（1188-1248）の本草書などがよく知られる。
ユナニ医学を含むアラビア文化は、モンゴル帝国の破壊によって衰退の道を辿った。ユナニ医学は、南アジアを中心とするイスラーム文化圏に現在まで受け継がれ、パキスタンやインド、エジプト、新疆ウイグル自治区などで広く行われている。特にパキスタンで盛んであるが、この国のユナニの治療者は、専門学校で学んだ者と、代々の伝統的治療者のもとで修業を積んだ者が存在する。

### ヨーロッパへの影響

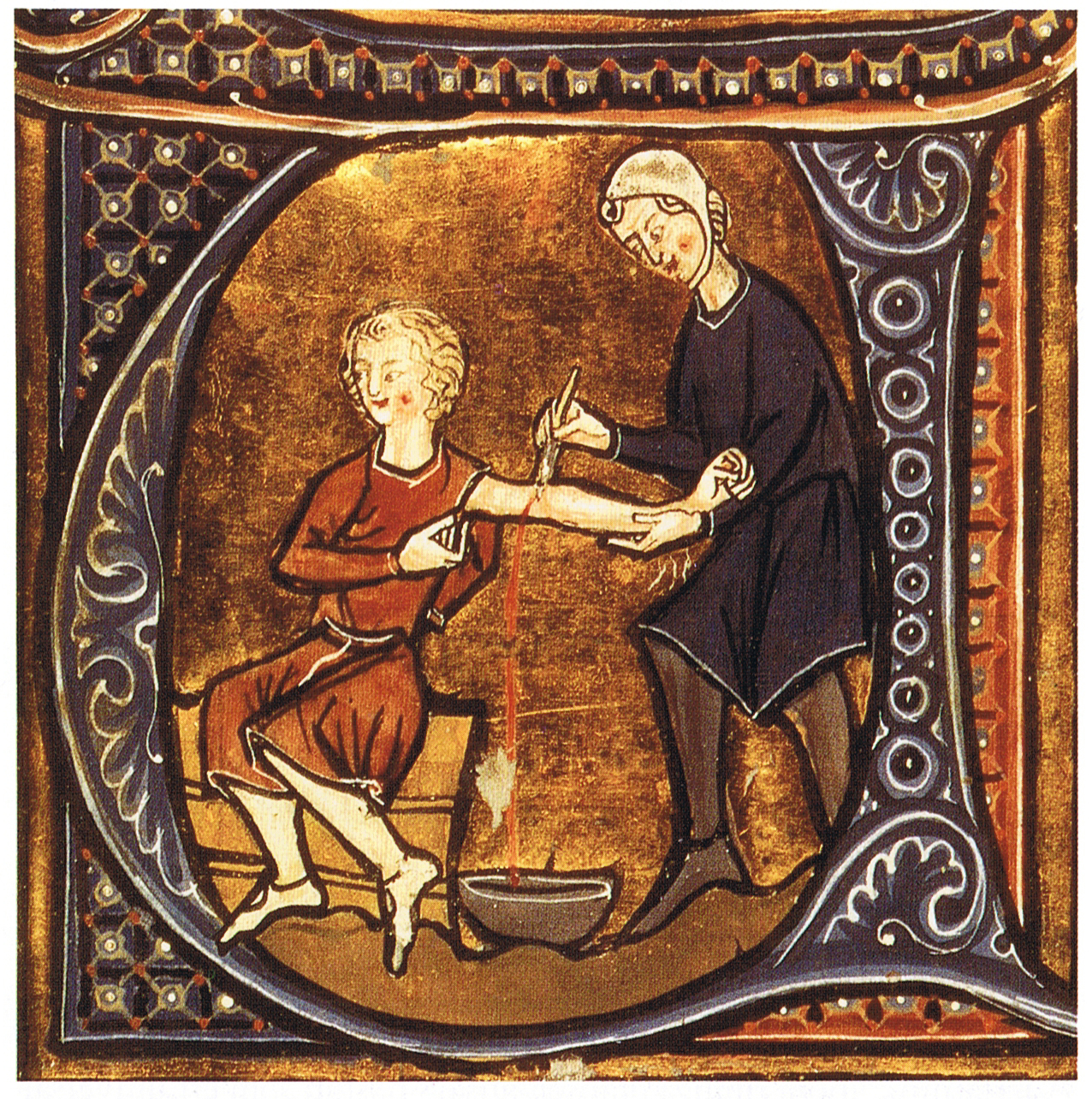
中世ヨーロッパの瀉血

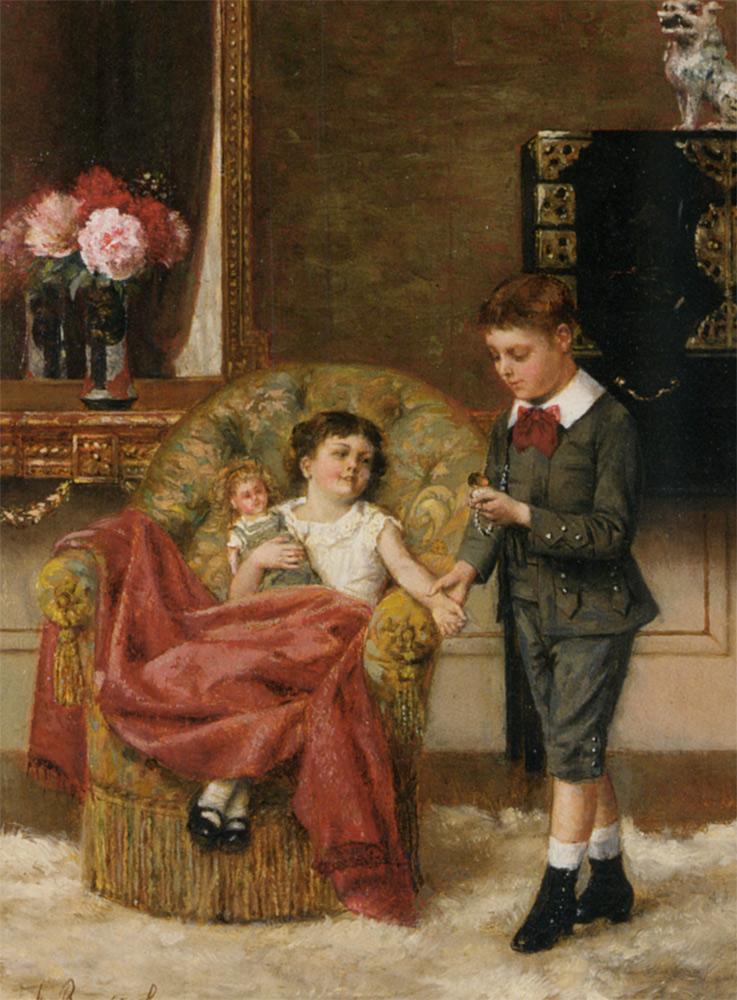
お医者さんごっこをする子供たちが脈診をしている様子（19世紀）

ヨーロッパでは6世紀以降、長く医学が停滞し、中世の医学は主に修道院が担っていた。十字軍でヨーロッパがアラビアと接触すると、アラビアの最新医学は徐々にヨーロッパに取り入れられ、サレルノ医科大学の教師コンスタンティヌス・アフリカヌス（1017–1087）らが、イブン・スィーナーやアル・ラージーの医学書を翻訳した。12世紀には、イタリアなどで大学が設立され、医学部ではアラビアの医学書を教科書として専門教育が行われた。15～16世紀まで、医学部では主にユナニ医学が教えられており、18世紀までイブン・スィーナーの『医学典範』が教科書として使われていた。
ルネサンス以降、16世紀には、アンドレアス・ヴェサリウスがガレノス解剖学の誤りを証明するなど、さまざまな新発見があった。また、19世紀には実験医学が登場し、西洋医学は伝統医学的思考から自然科学へと方向を転じた。しかし、ユナニ医学の基本である体液病理説（四体液説）は、1858年のウィルヒョー（ウィルヒョウ、フィルヒョウ）の細胞病理説まで、ほとんど議論の余地なく受け継がれていた。
また、人体構造の解明や医学理論を重視した西洋近代医学では、治療の分野の発展が最も遅れたため、正規の医療とユナニ医学をベースにした伝統医療や民間療法の治療には、19世紀後半までさほど差がなかった。また、大学を出た医師による正規の医療は高額であり、権威を笠にきた高圧的な医師が多かった。そのためヨーロッパでは、医師免許を持たない民間の治療者が根強い支持を集めた。ヨーロッパの民間療法・自然療法は、ユナニ医学を受け継いだものも多く、例えば、19世紀に食事療法を体系化し、温水による湿布を用いたドイツの自然療法家ヨーハン・シュロートは、体液病理説に依拠する身体観・疾病観を堅持していた。